# Raydio
I Raydio, conosciuti anche sotto il nome di Ray Parker Jr. And Raydio, sono un gruppo musicale R&B formatosi nel 1977 da un'idea del chitarrista Ray Parker Jr.. I loro brani di maggiore successo sono Jack and Jill, You Can't Change That, Two Places at the Same Time e A Woman Needs Love (Just like You Do).

## Storia del gruppo
Nel 1977, il session guitarist Ray Parker Jr. propone a Clive Davis, presidente dell'etichetta Arista Records, un brano da lui scritto recentemente ed intitolato Jack and Jill. Davis si dimostra interessato fin dal principio, e decide di dare al ventitreenne la possibilità di fondare una band propria. Nascono così i Raydio, gruppo che scinde le solide basi dell'R&B classico con il Funk in voga in quel periodo. La prima band è formata da Parker, Arnell Carmichael, Jerry Knight e Vincent Bonham.
Il singolo di Jack and Jill, giunto al 5º posto della classifica R&B statunitense, vale al gruppo il primo Disco d'oro, mentre l'album Raydio, pubblicato nel 1978, raggiunge la 27ª posizione della classifica generale.
Nel 1979, Knight e Bonham rifiutano la proposta di registrare un secondo album, lasciando il posto a Darren Carmichael, Charles Fearing e Larry Tolbert. Nasce così Rock On (#45 US), il cui singolo di maggiore successo è You Can't Change That, riproposto dal gruppo anche in occasione di un concerto di protesta organizzato dalla Musicians United for Safe Energy.
Nel 1980, sotto il nome di Ray Parker Jr. And Raydio, la band rilascia Two Places at the Same Time (#33 US), album che si avvale dell'aiuto di Herbie Hancock, per il quale Ray Parker Jr. aveva collaborato tempo addietro. Il singolo omonimo si posiziona al 6º posto della classifica R&B statunitense.
Nel 1981, subito dopo la dipartita di D. Carmichael e Fearing, i Raydio registrano il loro più grande successo internazionale, A Woman Needs Love (#13 US). Il brano omonimo è il primo ed unico a raggiungere il 1º posto della classifica R&B nella storia del gruppo, confermando l'astro creativo di Parker e le sue potenzialità.
Lo stesso anno, i Raydio decidono di sciogliersi, portando Ray Parker Jr. ad affrontare la carriera solista.

## Formazioni

### 1977-1978
- Ray Parker Jr. - chitarra, cantante solista e voce
- Arnell Carmichael - cantante solista e voce
- Jerry Knight - basso, cantante solista e voce
- Vincent Bonham[1] - voce

### 1979-1980
- Ray Parker Jr. - sintetizzatore, basso, chitarra, tastiere, cantante solista e voce
- Charles Fearing - chitarra
- Larry Tolbert - batteria
- Arnell Carmichael - cantante solista e voce
- Darren Carmichael - cantante solista e voce

### 1981
- Ray Parker Jr. - cantante solista, voce, chitarra, basso, batteria, piano e sintetizzatore
- Arnell Carmichael - cantante solista e voce
- Larry Tolbert - batteria

## Discografia
- 1978 – Raydio - Raydio (Arista Records)
- 1979 – Rock On - Raydio (Arista Records)
- 1980 – Two Places at the Same Time - Ray Parker Jr. And Raydio (Arista Records)
- 1981 – A Woman Needs Love - Ray Parker Jr. And Raydio (Arista Records)